# ميخائيل لين (محامي)
ميخائيل لين (بالإنجليزية: Michael Lynne)‏ هو محامي ومنتج أفلام أمريكي، ولد في 23 أبريل 1941 في بروكلين في الولايات المتحدة، وتوفي في 24 مارس 2019.

## روابط خارجية
- ميخائيل لين على موقع IMDb (الإنجليزية)
- ميخائيل لين على موقع قاعدة بيانات الفيلم (الإنجليزية)